# Britney Spears Live: The Femme Fatale Tour
Britney Spears Live: The Femme Fatale Tour é um especial para a TV, da cantora americana Britney Spears, exibido em 12 de novembro de 2011 no canal EPIX.
Filmado em 2D e 3D, pela 3ality Digital, na arena Air Canada Centre, em Toronto, Canadá, o especial documenta os shows de 13 e 14 de agosto da turnê Femme Fatale Tour. A BBC Worldwide obteve os direitos de distribuição do show fora dos Estados Unidos.
O especial, que conta com a participação especial de Nicki Minaj e Sabi, retrata uma história onde Spears é uma agente secreta perseguida por um maniaco. Britney Spears Live: The Femme Fatale Tour recebeu críticas mistas por parte críticos. Os efeitos especiais e o impressionante palco foram elogiados.

## Antecedentes
Em 12 de agosto de 2011, a Spears anunciou através de sua conta no Twitter que os shows de Toronto no Air Canada Centre seriam gravados para ir ao ar no canal de televisão EPIX, e posterior lançamento em DVD. Poucos minutos após o anúncio, o tráfego nos sites sociais da epix dobrou, e Britney Spears tornou-se um trending topic mundial no Twitter. O programa, inicialmente intitulado Britney Spears: Femme Fatale, foi filmado em 2D e 3D pela 3ality Digital para estrear em novembro daquele ano no canal EPIX, bem como no EPIX on Demand e no site EPIXHD.com. O presidente e CEO da EPIX, Mark Greenberg, disse: "A EPIX dedica-se a aproximar os fãs do talento que eles amam e estamos satisfeitos por conectar esta estrela americana verdadeiramente icônica à sua grande e apaixonada base de fãs". Este foi seu primeiro show televisionado desde que The Onyx Hotel Tour foi transmitido no canal Showtime, em 28 de março de 2004. Em 14 de setembro de 2011, foi anunciado que o show estrearia em 12 de novembro daquele ano, às 20:00, horário local dos Estados Unidos. Em 9 de setembro de 2011, a BBC anunciou que a BBC Worldwide havia obtido os direitos de distribuição do show fora dos Estados Unidos, e que a versão em 2D estaria disponível para transmissão a partir da véspera de Natal de 2011, com a versão em 3D disponível em fevereiro de 2012. Junto com os shows da bandas Alice Cooper e Elbow, a Femme Fatale Tour foi uma das primeiras produções musicais em 3D da BBC Worldwide, e foi disponibilizada para as redes de TV na edição de 2011 da MIPCOM. Dois trailers do show foram lançados em 13 de setembro e 10 de outubro de 2011, respectivamente. Clipes de algumas das performances, incluindo das canções "3", "(Drop Drop Dead) Beautiful", "I'm a Slave 4 U" e "Boys", foram lançados dias antes da estreia do especial.

## Conteúdo
O show, dividido em cinco segmentos, retrata uma história em que Spears é uma agente secreta perseguida por um maniaco; interpretado por Rudolf Martin. A primeira seção começa com "Hold It Against Me", e mostra Spears fugindo da prisão junto com outras detentas. O segundo segmento exibe números de dança bem animados, incluindo "Big Fat Bass", com participação de will.i.am no telão, e "Lace and Leather", na qual ela interage com um membro da plateia chamado Alex. A terceira seção apresenta um tema egípcio/indiano, com fogos de artifício e acrobacias, e Sabi se junta a Spears durante a performance de "(Drop Dead) Beautiful". O quarto segmento, que se passa em Londres, conta com coreografias energéticas e trajes de moto. O bis começa com um vídeo interlúdio de Spears capturando seu perseguidor, seguido de uma performance de "Toxic" inspirada em Tóquio, na qual ela derrota um grupo de ninjas. O show termina com "Till the World Ends", que conta com a participação especial de Nicki Minaj cantando seu verso da versão Femme Fatale Remix da canção.

## Lançamento em vídeo

### Lista de faixas
Esta é a lista oficial de canções inclusas no lançamento em vídeo.
| Britney Spears Live: The Femme Fatale Tour – DVD e Blu-ray |                                    |                                                                                       |         |  |
| N.º                                                        | Título                             | Compositor(es)                                                                        | Duração |  |
| 1.                                                         | "Femme Fatale" (Vídeo)             |                                                                                       | 2:18    |  |
| 2.                                                         | "Hold It Against Me"               | Max Martin Dr. Luke Bonnie McKee                                                      | 4:33    |  |
| 3.                                                         | "Up n' Down"                       | Shellback Martin Savan Kotecha                                                        | 3:41    |  |
| 4.                                                         | "3"                                | Shellback Martin Tiffany Amber                                                        | 3:56    |  |
| 5.                                                         | "Piece of Me"                      | Christian Karlsson Pontus Winnberg Klas Åhlund                                        | 1:35    |  |
| 6.                                                         | "Sweet Seduction" (Vídeo)          |                                                                                       | 2:35    |  |
| 7.                                                         | "Big Fat Bass" (com will.i.am)     | William Adams                                                                         | 4:09    |  |
| 8.                                                         | "How I Roll"                       | Christian Karlsson Henrik Jonback Magnus Lidehäll Pontus Winnberg McKee Nicole Morier | 3:38    |  |
| 9.                                                         | "Lace and Leather"                 | Lukasz Gottwald Benjamin Levin Frankie Storm Ronnie Jackson                           | 3:14    |  |
| 10.                                                        | "If U Seek Amy"                    | Shellback Martin Kotecha Alexander Kronlund                                           | 3:48    |  |
| 11.                                                        | "Temptress" (Vídeo)                |                                                                                       | 2:24    |  |
| 12.                                                        | "Gimme More"                       | Nate Hills James Washington Keri Hilson Marcella Araica                               | 3:28    |  |
| 13.                                                        | "(Drop Dead) Beautiful"            | Jeremy Coleman Joshua Coleman Esther Dean Mathieu Jomphe Benjamin Levin               | 3:47    |  |
| 14.                                                        | "Don't Let Me Be the Last to Know" | Robert John "Mutt" Lange Shania Twain Keith Scott                                     | 3:27    |  |
| 15.                                                        | "Boys"                             | Chad Hugo Pharrell Williams                                                           | 4:01    |  |
| 16.                                                        | "Code Name: Trouble" (Vídeo)       |                                                                                       | 2:03    |  |
| 17.                                                        | "...Baby One More Time"            | Max Martin                                                                            | 1:36    |  |
| 18.                                                        | "S&M"                              | Mikkel S. Eriksen Tor Erik Hermansen Sandy Wilhelm Dean                               | 2:03    |  |
| 19.                                                        | "Trouble For Me"                   | Fraser T Smith Heather Bright Livvi Franc                                             | 3:05    |  |
| 20.                                                        | "I'm a Slave 4 U"                  | Chad Hugo Williams                                                                    | 3:12    |  |
| 21.                                                        | "I Wanna Go"                       | Shellback Martin Kotecha                                                              | 4:01    |  |
| 22.                                                        | "Womanizer"                        | Nikeshia Briscoe Rafael Akinyemi                                                      | 4:44    |  |
| 23.                                                        | "Sexy Assassin" (Vídeo)            |                                                                                       | 1:45    |  |
| 24.                                                        | "Toxic"                            | Cathy Dennis Christian Karlsson Pontus Winnberg Henrik Jonback                        | 4:58    |  |
| 25.                                                        | "Till the World Ends" (Vídeo)      | Lukasz Gottwald Alexander Kronlund Martin Kesha Sebert Onika Maraj (remix)            | 5:08    |  |
| 26.                                                        | "Créditos"                         |                                                                                       | 2:46    |  |
| Duração total:                                             | Duração total:                     | Duração total:                                                                        | 1:25:55 |  |

| Britney Spears Live: The Femme Fatale Tour – Material bônus do Blu-ray |                                    |                     |         |  |
| N.º                                                                    | Título                             | Diretor             | Duração |  |
| 1.                                                                     | "Hold It Against Me" (Videoclipe)  | Jonas Åkerlund      | 4:35    |  |
| 2.                                                                     | "Till the World Ends" (Videoclipe) | Ray Kay             | 4:04    |  |
| 3.                                                                     | "I Wanna Go" (Videoclipe)          | Chris Marrs Piliero | 4:41    |  |
| 4.                                                                     | "Criminal" (Videoclipe)            | Chris Marrs Piliero | 5:26    |  |
| Duração total:                                                         | Duração total:                     | Duração total:      | 18:46   |  |

| Britney Spears Live: The Femme Fatale Tour – CD de remixes exclusivo da versão Deluxe do DVD |                                                            |                                                            |                                                                                      |         |  |
| N.º                                                                                          | Título                                                     | Compositor(es)                                             | Produtor(es)                                                                         | Duração |  |
| 1.                                                                                           | "Hold It Against Me" (Jacob Plant Remix)                   | Max Martin Lukasz Gottwald Mathieu Jomphe Bonnie McKee     | (Remix e produção adicional por Jacob Plant)                                         | 4:26    |  |
| 2.                                                                                           | "Hold It Against Me" (Linus Loves Remix)                   | Martin Gottwald Jomphe McKee                               | (Remix por Linus Loves)                                                              | 5:09    |  |
| 3.                                                                                           | "Hold It Against Me" (The Alias Club Remix)                | Martin Gottwald Jomphe McKee                               | (Remix por The Alias)                                                                | 4:03    |  |
| 4.                                                                                           | "Till the World Ends" (Olli Collins & Fred Portelli Remix) | Lukasz Gottwald Max Martin Alexander Kronlund Kesha Sebert | (Remix por Olli Collins & Fred Portelli)                                             | 11:22   |  |
| 5.                                                                                           | "Till the World Ends" (Billionaire Remix)                  | Gottwald Martin Kronlund Sebert                            | (Remix por Billionaire & Kieron McTernan)                                            | 5:21    |  |
| 6.                                                                                           | "Till the World Ends" (Garyth Wyn Remix)                   | Gottwald Martin Kronlund Sebert                            | (Produção adicional por Garyth Wyn & Dave Parkinson nos estúdios Beat That, Londres) | 6:24    |  |
| 7.                                                                                           | "I Wanna Go" (Moguai Remix)                                | Max Martin Savan Kotecha Shellback                         | (Remix e produção adicional por Moguai)                                              | 7:11    |  |
| 8.                                                                                           | "I Wanna Go"                                               | Martin Kotecha Shellback                                   | (Remix e produção adicional por Peter Hammerton)                                     | 3:20    |  |
| 9.                                                                                           | "I Wanna Go"                                               | Martin Kotecha Shellback                                   | (Remix e produção adicional por Harry Diamond)                                       | 7:39    |  |
| 10.                                                                                          | "Scary"                                                    | Britney Spears Fraser T Smith Kasia Livingston             | Fraser T Smith                                                                       | 3:40    |  |
| Duração total:                                                                               | Duração total:                                             | Duração total:                                             | Duração total:                                                                       | 58:28   |  |

## Vendas
O álbum de vídeo vendeu aproximadamente 300 mil cópias no mundo. Nos Estados Unidos, 19 mil cópias foram vendidas na primeira semana após o lançamento, e 100 mil cópias ao fim do primeiro mês. No Brasil, 30 mil cópias foram vendidas apenas no primeiro mês. Até o fim de 2011, o produto recebeu certificado de platina nos Estados Unidos (100 mil cópias), assim como no Reino Unido (100 mil cópias). Também foi certificado como ouro no México e na Austrália (7.500 mil cópias).